# DJ Disko
DJ Disko (* 1969 in Westfalen; eigentlich Daniel Paul Bier) ist ein deutscher DJ, Techno-Produzent, Moderator und Filmproduzent aus Berlin.

## Leben
Seine Karriere als DJ begann er 1989 in den Berliner Clubs Fischlabor und 90°. Später wurde er Resident DJ im Planet und im E-Werk. Nebenher schrieb er als Redakteur der Frontpage und war Co-Moderator der Sendung Brain-Candy von Ellen Allien auf Kiss FM.
1997 bis 1999 moderierte er die Sendung Berlin House sowie die Liveübertragungen der Mayday auf dem Musiksender VIVA. Für die Loveparade arbeitete er von Juni 1998 bis Juni 2000 als Pressesprecher. Am 31. Mai 1999 führte er in dieser Funktion in der Sendung Ich stelle mich auf TV Berlin ein Streitgespräch mit unter anderem dem Musiker XOL DOG 400, dem Fuckparade-Veranstalter Martin Kliehm und dem damaligen Bezirksbürgermeister des Bezirks Tiergarten Jörn Jensen.
2001 beendete Disko offiziell seine Laufbahn als DJ, war jedoch ein Jahr später wieder regelmäßig hinter den Plattenspielern zu sehen.
Hauptberuflich arbeitet Daniel Bier als Editor, Produzent und Regisseur beim RBB. Für den ORB produzierte er die 6-teilige Dokumentation So leben wir über Brandenburger Jugendliche.

## Veröffentlichungen
- 1995: Disko vs. 3phase – Bass Overload (Low Spirit)
- 1999: Disko + Rok – Dual (Müller Records)